# Лебедине озеро (заказник)
Лебеди́не о́зеро — гідрологічний заказник місцевого значення в  Жашківському районі Черкаської області.

## Опис
Заказник площею 200 га розташовано у с. Соколівка на ставку у руслі річки Канела.
Як об'єкт природно-заповідного фонду створено рішенням Черкаського облвиконкому від 14.04.1983 р. № 205. Землекористувач або землевласник, у віданні якого знаходиться заповідний об'єкт — Соколівська сільська рада. 
Озеро є важливим регулятор водного режиму, місце гніздування та зупинки під час сезонних міграцій лебедів-шипунів. 